# Lidija Ruslanova
Lidija Andrejevna Ruslanova (rusko Лидия Андреевна Русланова), ruska folk pevka, * 27. oktober 1900, Černavka, Saratovska gubernija, 21. september 1973, Moskva.

## Zgodnje življenje
Rodila se je v vasi Černavka pri Saratovu v kmečki družini in bila krščena kot Praskovja Andrijanovna Lejkina-Goršenina (rusko Прасковья Андриановна Ле́йкина-Горшенина). Njena mati je bila po narodnosti Erzjanka. Ko je bila stara pet let, sta ji umrla oba starša; njen oče v rusko-japonski vojni in njena mati kmalu zatem. Zaradi tega je večino svojega otroštva preživela v sirotišnici. S petjem je začela, ko se je pridružila domačemu župnijskemu otroškemu pevskemu zboru in kmalu postala solistka.
Stric ji je ponudil delo v tovarni pohištva. Eden od lastnikov tovarne je slišal njeno petje med delom in ji priporočil, naj gre študirat na Saratovski konservatorij. Vendar je študij ni pritegnil. Med prvo svetovno vojno je delala na bolnišničnem vlaku in v tem obdobju spoznala Vitalija Stepanova, s katerim je imela otroka, rojenega maja 1917. Po enem letu jo je zapustil zaradi njenega nestanovitnega življenjskega sloga. Po navedbah lokalnega vira se je poročila z drugim moškim, ki je pozneje umrl v ruski državljanski vojni, po njem je prevzela priimek.

## Kariera
Ruslanova je svoj prvi koncert izvedla pri 16 letih pred vojaškim občinstvom, kjer je zapela vse, kar je znala. Prvič je začela peti za ruske vojake med rusko državljansko vojno, kot profesionalna pevka pa je debitirala v Rostovu na Donu leta 1923. Znana je bila po svojevrstnem pevskem glasu, s katerim je obujala stare tradicije, ko so ob praznikih nastopale solistke. Do leta 1929 je živela pri uradniku Čeke, nato se je ponovno poročila, tokrat z Vladimirjem Krjukovom.
V tridesetih letih dvajsetega stoletja je Ruslanova postala izjemno priljubljena. Leta 1933 je postala umetnica državnega združenja glasbenih, estradnih in cirkuških podjetij, preostalo desetletje je nastopala po vsej Rusiji. Ko je izbruhnila druga svetovna vojna, je nenehno potovala z ene fronte na drugo in s svojimi domoljubnimi pesmimi pomagala krepiti pogum vojakov. Njeni značilni pesmi sta bili Valenki in Katjuša, napisani posebej zanjo. Med bitko za Berlin je nastopala na pragu požganega Reichstaga.
Ruslanova je postala ena najbogatejših žensk v Sovjetski zvezi in je celo financirala gradnjo dveh baterij Katjuše, ki ju je leta 1942 predala Rdeči armadi. Istega leta je bila imenovana za častno umetnico Ruske sovjetske federativne socialistične republike. Njeno robato vedenje in ognjevit jezik sta pritegnila vojake do te mere, da so jo obravnavali kot potencialno grožnjo sovjetskim oblastem. Leta 1948 je bil zaradi povezave z maršalom Georgijem Žukovom (ki je med drugo svetovno vojno vodil Rdečo armado do poraza nacistične Nemčije in v povojnih letih postal močan politični nasprotnik Josifa Stalina) aretiran njen mož, heroj Sovjetske zveze in generalpodpolkovnik Vladimir Krjukov, dve leti pozneje pa je sledila Ruslanova. Poskušali so jo prisiliti v podpis izjave, da je njen mož kriv izdaje, vendar je to zavrnila, zato je bila obsojena na 10 let taborišča.
V gulagu, v katerega je bila poslana, je Ruslanova postala zvezda, ki so jo občudovali tako zaporniki kot uprava. Zato so jo preselili v zaporniško celico v Vladimirski Central. Po Stalinovi smrti je bila 4. avgusta 1953 izpuščena. V vmesnem času je močno shujšala, osivela in težko je hodila, vendar se je skoraj takoj vrnila k petju. O njenem jetništvu je tisk poročal šele več desetletij kasneje. Nagrade in nazivi so jo zaobšli, je pa Ruslanova skupaj z Leonidom Utjosovom, Markom Bernesom in Klavdijo Šulženko predsedovala prvemu Vsesovjetskemu festivalu sovjetskih pesmi. Pela je vse do svoje smrti leta 1973, v 73. letu starosti.
Po njej je poimenovan krater Ruslanova na Veneri.

## Diskografija
- 1996: Поёт Лидия Русланова (Lidija Ruslanova poje) [15]
- 2000: Царица Русской песни (Kraljica ruske pesmi) [16]
- 2001: Великие исполнители России XX века (Veliki izvajalci Rusije XX stoletja)
- 2002: Русские народные песни (Ruske ljudske pesmi) [17]
- 2007: Imena na vse vreme (Imena za vse čase) [18]